# Varian Fry
Varian Mackey Fry (født 15. oktober 1907, New York City, død 13. september 1967) var uddannet ved Harvard Universitet og Hotckiss School som journalist.
Fra 1940/1941 stiftede han et netværk, hvis formål var at redde jøder og kunstnere, der var udsat for Hitlers antisemitisme ud af Tyskland, og dermed reddede dem fra Holocaust.

## Biografi
Varian Fry stiftede i 1927 et indflydelsesrigt litteraturtidsskrift Hound & Horn sammen med Lincoln Kirstein, mens han studerede på Harvard Universitetet. Han giftede sig senere med kollegaens søster Eileen. 

## Hjælpearbejde
Imens han arbejdede som udenlandsk korrespondent for en amerikansk avis, besøgte han Berlin i 1935. Her så han, hvordan Hitlers had til jøder blev fremhersket. Efter dette syn, begyndte han at indsamle penge, som skulle støtte europæiske anti-nazistiske bevægelser. Han kom til Marseille som agent for Emergency Rescue Cmmittee, hvor han her hjalp personer, der ønskede at flygte fra nazisterne.
I begyndelsen af 1940 skjulte han og små grupper af frivillige sig i villaen "Air-Bel", indtil de kunne blive smuglet ud. Trods de farlige omstændigheder lykkedes det at få mere end 2200 personer over til Portugal, hvor de så skulle videre til USA. Andre som Fry hjalp, flygtede via skibe fra Frankrig til USA. Fry var ikke alene om at hjælpe. Hans tætte samarbejdspartnere var den amerikanske Miriam Davenport, som var kunststuderende og den smukke Mary Jayne Gold, som var kommet til Paris i starten af 1930'erne.
Da nazisterne erobrede Frankrig i 1940, rejste Mary J. Gold til Marseille, hvor hun arbejde med Fry og hjalp ham med at finansiere hans planer. En anden tæt samarbejdspartner var den unge akademiker Albert O. Hirschman. 
Blandt de personer Varian Fry hjalp er: 
| - Hannah Arendt - André Breton - Marc Chagall - Max Ernst - Lion Feuchtwanger - Heinz Jolles - Wilfredo Lam - Wanda Landowska | - Jacques Lipchitz - Alma Mahler Gropius Werfel - Andre Masson - Otto Meyerhoff - Marcel Duchamp - Franz Werfel - Heinrich Mann |

## Udgivelser af og om Fry
I 1945, da krigen var ovre, udgav Fry en bog om tiden i Frankrig. Titlen blev "Surrender on Demand", derudover skrev og talte han meget kritisk til USA's indvandrerpolitik, som var relateret til jødernes skæbne.
Varian Fry fik mange priser for sine heltemodige gerninger, selv efter sin død. Derudover blev en gade i Berlin opkaldt efter ham; Varian-Fry-Strasse. Dette var for at huske hans arbejde i nazi-perioden.
I 1997 blev der lavet en dokumentarfilm om Varian Fry af den irske filminstruktør David Kerr. Oven i det kom der i 2001 en film om Varians tid i Maiseille. Filmen Varians War bliver i dag sammenlignet med de to andre store film: Schindlers Liste og Pianisten.[kilde mangler] William Hurt har hovedrollen som hr. Fry og Julia Ormond spiller den smukke Mary Gold.